# Fachklasse Grafik Luzern
Die Fachklasse Grafik Luzern ist eine Schule für Grafik in Luzern. Sie bildet im Vollzeit-Studium zum Grafiker mit gestalterischer Berufsmatura aus. Sie ist an das Fach- & Wirtschafts-Mittelschulzentrum (FMZ) in Luzern angegliedert und befindet sich in der Viscosistadt in Emmenbrücke.

## Ausbildung
Die Ausbildung dauert 4 Jahre und endet mit dem Erlangen des staatlich geschützten Titels Grafiker EFZ (Eidgenössisches Fähigkeits-Zeugnis). Es ist damit ein Ausbildungsgang der Sekundarstufe II. Danach ist ein direkter Einstieg ins Berufsleben im grafischen Bereich möglich oder es kann ein weiterführendes Studium angeschlossen werden.
Die Fachklasse Grafik wird von Tobias Klauser (Bereich Gestaltung) und Matthias Hauser (Berufsmatura und Administration) geführt. Es unterrichten 40 Lehrpersonen an der Schule.

## Geschichte
Die Fachklasse Grafik ist die älteste Schule ihrer Art in der Deutschschweiz. Ihre Anfänge reichen bis ins 18. Jahrhundert zurück. Der Nidwaldner Maler Johann Melchior Wyrsch schlug 1783 dem Rat von Luzern vor, eine Zeichenschule zu gründen. Es sollten nicht nur die Studenten der Höheren Lehranstalt, sondern auch die begabten jungen Handwerker in Zeichnen und Modellieren unterrichtet werden. Im Jahr 1877 wurde durch Seraphin Xaver Weingartner das Schulkonzept erneuert und die Kunstgewerbeschule Luzern an der Rössligasse 12 in der Luzerner Altstadt gegründet. Seraphin Weingartner stand der Schule bis 1917 vor, danach folgte Joseph von Moos (1859–1939), der Vater des Surrealisten Max von Moos (1903–1979).
Das Profil der Kunstgewerbeschulen in der Schweiz änderte sich nach dem Zweiten Weltkrieg unter dem Eindruck der am Bauhaus entwickelten Ausbildungsmethoden. Die Kunstgewerbeschule wurde 1972 zur Schule für Gestaltung Luzern. Ende der 1990er Jahre folgte mit der Einführung des eidgenössischen Fachhochschulgesetzes eine grundsätzliche Umstrukturierung: Teile einer gestalterischen Ausbildung wurden in den Tertiärbereich gehoben (Hochschule für Gestaltung und Kunst, HGK Luzern) und gehören heute zur Hochschule Luzern – Design & Kunst. Die Fachklasse Grafik blieb als Lehrstätte an der Rössligasse bestehen.
Das Schulhaus der Fachklasse Grafik an der Rössligasse 12 in Luzern hat eine lange Geschichte. Es beherbergte das erste geschlossene Frauenkloster der Stadt, war Sitz des päpstlichen Nuntius und der ersten protestantischen Kirche.
2015 wollte der Luzerner Regierungsrat die Fachklasse Grafik aus Spargründen schliessen. Der Förderverein Fachklasse Grafik (ffgrafik) sammelte 20'452 Unterschriften für Erhalt der Fachklasse und konnte so das Kantonsparlament umstimmen.
Im August 2022 ist die Fachklasse Grafik aus Luzerns Altstadt in die Viscosistadt nach Emmenbrücke umgezogen und ist damit in direkte Nachbarschaft zum Departement Design & Kunst der Hochschule Luzern.

## Plakate
An der Fachklasse hat die Gestaltung von Plakaten eine lange Tradition und einen hohen Stellenwert. Luzern verfügt über eine lebendige Szene von Grafikdesignern, die für ihre anspruchsvollen Plakate bekannt geworden sind. Die Stadt gilt als die Poster Town der Schweiz. Von den 100 besten Plakaten aus Deutschland, Österreich und der Schweiz stammten im Jahr 2015 allein 26 aus Luzern und Umgebung. So findet in Luzern seit 2009 jährlich das Poster-Festival Weltformat statt, bei dem Poster präsentiert und ausgezeichnet werden.

## Bekannte Lehrer und Schüler
- Seraphin Xaver Weingartner (1844–1919), Gründungsdirektor der Kunstgewerbeschule Luzern
- Joseph von Moos, Direktor ab 1917
- Mark Zeugin (1930–2003), Dozent an der Schule
- Felix Pfäffli, Dozent an der Schule[9]
- Emil Steinberger (* 1933), Absolvent und späterer  Kabarettist
- Melchior Imboden (* 1956), Fotograf und Plakatgestalter
- Manuela Pfrunder (* 1979), Abschluss 2000, gestaltete die Neunte Serie der Schweizer Banknoten